# دورگا پور
دورگا پور (به لاتین: Durgapur) یک منطقهٔ مسکونی در بنگلادش است که در ناحیه نتروکونه واقع شده‌است. دورگا پور ۲۹۳٫۴۲ کیلومتر مربع مساحت و ۲۲۴٬۸۷۳ نفر جمعیت دارد.